# Ulrik Stygge
Ulrik Stygge (død 8. juni 1449) var biskop i Århus 1424-49.
Ulrik Stygge efterfulgte i 1424 Bo Mogensen som biskop i Århus. Han kom med det samme i strid med dronning Philippa, der under Erik af Pommerns udlandsrejse stod i spidsen for riget, vedrørende arven efter biskop Bo. Sagen blev afgjort ef en række voldgiftsmænd med ærkebiskop Peder Lykke i spidsen. Den afsagte dom faldt ikke ud til bispens fordel. Ulrik Stygge kunne til gengæld senere opleve kongemagtens ydmygelse, da kong Erik blev afsat i 1439. Kongens afsættelse skete blandt andet på grund af højgejstlighedens modstand mod ham, men der vides ikke noget nærmere om den rolle, Ulrik Stygge spillede i denne konflikt. Ulrik Stygge var en af de jyske bisper, der ved Christoffer 3. af Bayerns kroning i Ribe i 1443 gennemførte, at tienden i Jylland for fremtiden skulle udgives med sit fulde beløb. Han udstedte adskillige statutter for sit eget domkapitel og for stiftets præster.
Han regnes for at have stået for opførelsen af det slot, hvis fundament man i dag kan se rester af i Silkeborg.